# Tasmanien
Tasmanien (en: Tasmania) är en ö och en delstat i Australien belägen söder om Melbourne, cirka 240 kilometer från den australiska kusten. Tasmanien är 68 332 km² stor och har ca 510 000 invånare. Öns största stad och delstatens huvudstad är Hobart där 221 000 av öns invånare bor. Den näst största är Launceston och ligger i den inre nordöstra delen av staten. Ön är 400 kilometer från norr till söder och 350 kilometer från öst till väst, vilket gör den till landets största ö samt den 26:e största i världen.

## Historia

### Ursprungsfolk
På Tasmanien bodde före européernas ankomst 5 000 till 10 000 aboriginer. Många dog av de sjukdomar som européerna hade och många av dem sköts av nybyggare som krävde land. 1838 samlades de sista fria grupperna in och sattes i koncentrationsläger.
1876 dog den sista fullblodstasmaniern, Truganini. Hennes kvarlevor grävdes 1878 upp och skelettet visades upp på Tasmaniens museum. En annan tasmanier, Fanny Cochrane Smith, gifte sig med en engelsk skogsarbetare. De tasmanska aboriginernas namn på ön är Lutriwita, Lutruwita eller Trowunna.

### Européernas ankomst
Tasmanien upptäcktes 1642 av den nederländske sjöfararen och upptäcktsresanden, Abel Tasman. Han kallade ön  Van Diemens Landt efter sin uppdragsgivare Antonio van Diemen.  
100 år efter senare kom valfångare och pälsjägare till södra Stilla Havet och många anlade baser på ön. Vid den tiden utgjorde Van Diemen's Land en del av den brittiska kolonin New South Wales  och år 1803 beslöt kolonins guvernör att anlägga en militärbas vid Derwent River på sydöstra delen av ön. 
Den 3 december 1825 blev ön en egen koloni, och 1 januari 1856 byttes namnet till Tasmanien för att hedra Abel Tasman. År 1901 förenades de australiska brittiska kolonierna till statsförbundet Australien.
Bland de första immigranterna till Tasmanien var engelska brottslingar som skickats till straffkolonier i Australien. I början av 1800-talet fick ön ta emot 70 000 män, kvinnor och barn. De bröt ny mark, byggde vägar samt byggnader, och över hela Tasmanien syns spår av deras hårda arbete. Det mest kända minnesmärket är Port Arthur på en ö utanför kusten vid Hobard.[3]

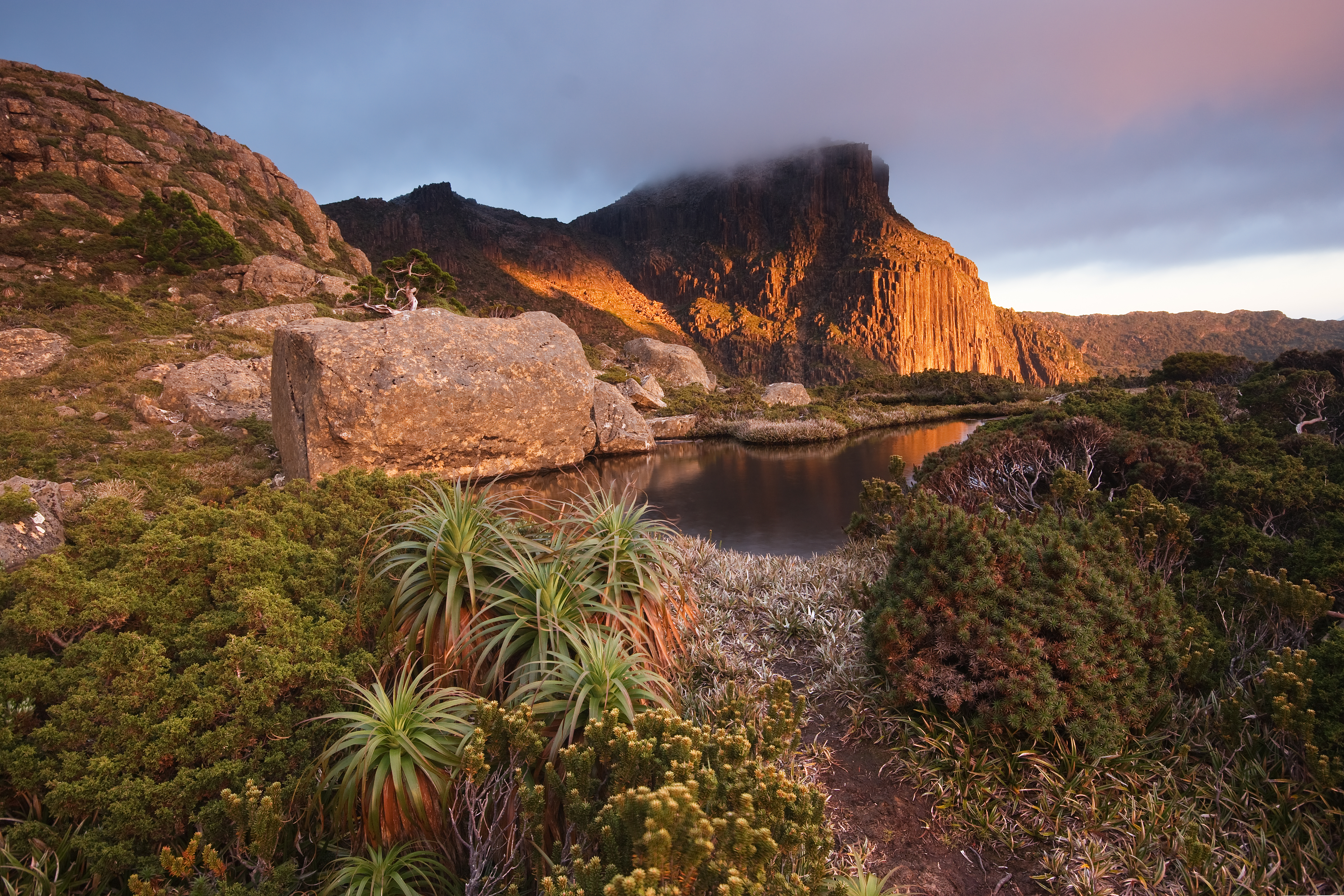
Alpint hedlandskap vid High Shelf Camp nära Mount Anne. 60 procent av Tasmaniens alpina flora är endemisk för delstaten.

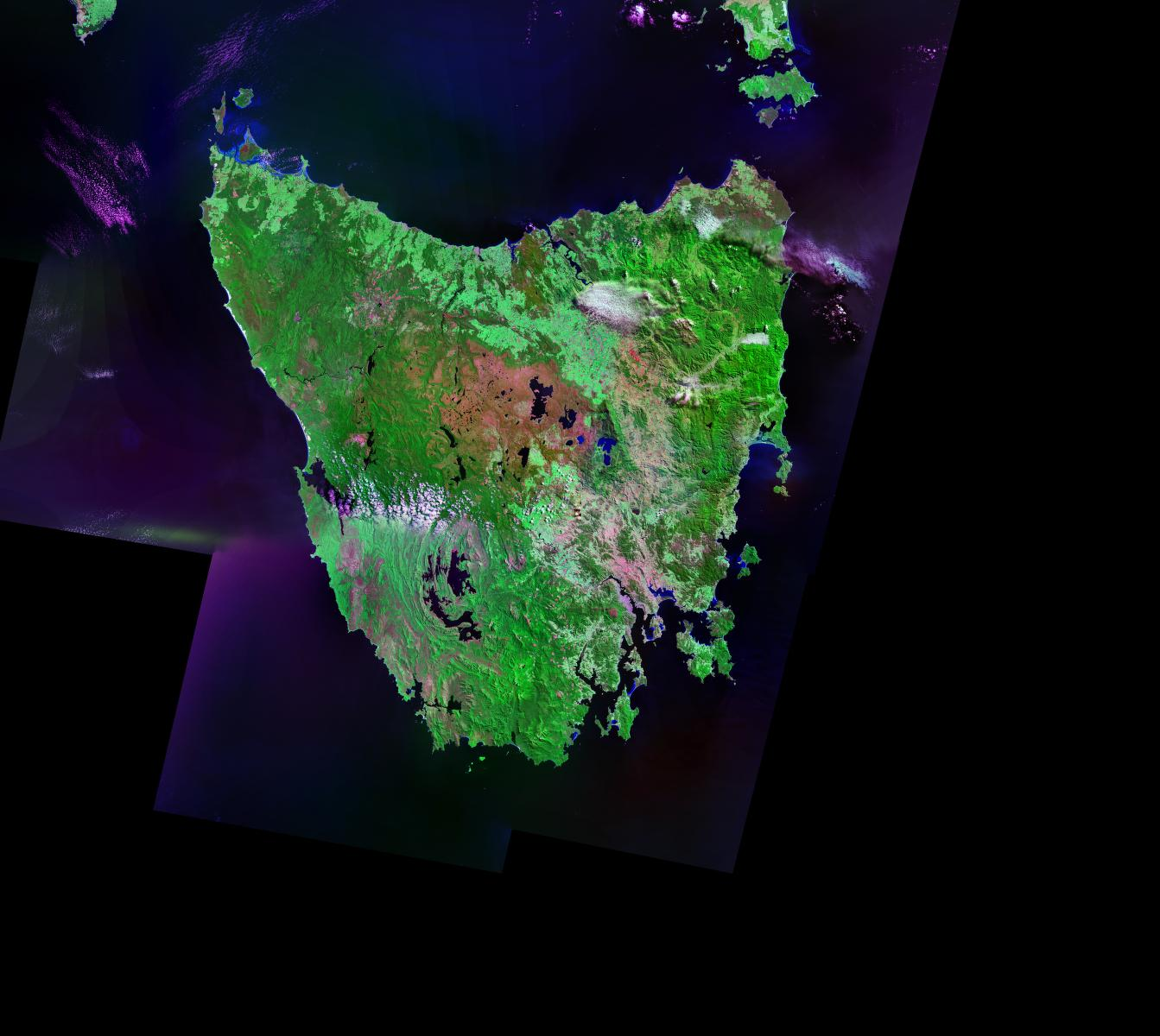
Tasmanien (satellitbild).

## Flora och fauna
Växt- och djurlivet på Tasmanien har påverkats mycket av den australiska kontinentens geologiska historia. Kontinenten skilde sig tidig från andra landmassor och är därför sedan länge isolerad. Under tidens lopp uppkom många endemiska arter som ofta har en hög evolutionär ålder. På Tasmanien är effekten ännu tydligare då ön sedan länge är isolerad från det australiska fastlandet. Öns isolering varade inte tillräcklig länge för utvecklingen av en helt unik flora och fauna, men interaktioner mellan Tasmanien och icke australiska regioner förekom mer sällan än mellan dessa regioner och Australien självt. Det sägs ofta att ön har en av den renaste och minst förorenade luften i världen.[källa behövs]

### Flora
Vegetationen i nordvästra delen av ön utgörs främst av regnskog eller liknande skogar. I övriga norra Tasmanien och öns sydvästra del förekommer gräsmarker (främst av arten Gymnoschoenus sphaerocephalus) och träskmarker. Den östra delen kännetecknas av torra och öppna skogar. Här hittas vanligen arter av akaciasläktet (Acacia) och eukalyptussläktet (Eucalyptus). I vissa regioner förekommer högplatå med mossor och bergsblommor. Av de kända 1 500 högre växtarterna som lever på ön är cirka 20 procent endemiska. Tasmaniens tempererade regnskogar är de näst äldsta tempererade regnskogarna i världen (efter Alaskas).
I den tempererade regnskogen växer främst endemiska arter av sydbokssläktet (Nothofagus). Där förekommer även världens högsta lövträd, jätteeukalyptus (Eucalyptus regnans), som kan bli upp till 90 meter hög och är världens näst högsta träd. Andra endemiska växter på Tasmanien är Lagarostrobos franklinii och Lomatia tasmanica. Båda består i och för sig bara av ett enda rotsystem som utbildar flera trädliknande skott och som klonar sig hela tiden. De utmärks även av sin ålder; rotsystemet av Lagarostrobos franklinii uppskattas som 3 000 till 10 500 år gammal. Hos Lomatia tasmanica lever varje enskild växt ungefär 300 år men organismen klonar sig sedan 43 600 år.
Gigantiska ormbunksskogar som härstammar från Gondwana finns utspridda över ön.
Vid kusten finns ofta sanddyner med torra buskar och gräsarter.
Redan före européernas ankomst förändrades landskapet av öns ursprungsbefolkning. Vissa ställen som ursprungligen var regnskog uppvisar därför bladvass och låga buskar. Den tempererade skogen fick tidigt en parkliknande karaktär. Nästan 45 % av Tasmanien består av nationalparker och världsarvsområden. Delstaten var platsen där det första miljöpartiet i världen bildades.[källa behövs]

### Fauna
Tasmaniens djurvärld är nära släkt med den australiska faunan och den kännetecknas av flera endemiska arter. 

#### Däggdjur
Pungdjur är den dominerande djurgruppen på landet. Här lever till exempel vombater (björnliknande växtätare) och flera arter känguruer. Även den utdöda pungvargen förekom på Tasmanien. Arten förklarades inte som utdöd förrän 1986.
Antagligen kom främmande rovdjur (främst rödräven) som av européerna infördes i Australien och till och med dingon som nådde kontinenten tidigare tillsammans med asiatiska invandrare aldrig fram till Tasmanien. Rödrävens population på Tasmanien är okänd. Uppskattningar ligger mellan 200 individer och inga rödrävar alls. Hittills upptäcktes bara fyra kadaver på ön men det antas att de döda djuren flyttats till Tasmanien av skämtare. Därför överlevde här endemiska arter som i Australien är utdöda, däribland vissa grävlingpungdjur och vallabyer (små arter av släktet Macropus).
En av de mest kända av arterna och symbolerna för ön tillsammans med den förmodat utdöda tasmanska tigern är den relativt närbesläktade tasmanska djävulen, där artens population på fastlandet redan är utdöd. I Tasmanien hittas även olika arter av klätterpungdjur, ringsvanspungråttor och flygpungekorrar. Pungdjuren har upptagit nästan alla ekologiska nischer på Tasmanien med undantag av vattnet. Vid havet förekommer därför djur som är kännetecknande för hela klimatzonen. De enda högre däggdjuren (Eutheria) som före européernas ankomst nådde ön var några gnagare och flera fladdermöss. De invandrade troligen norrifrån under miocen.
Likaså förekommer näbbdjuret och myrpiggsvin som tillsammans bildar ordningen kloakdjur på Tasmanien.

#### Fåglar
Hittills har 262 fågelarter dokumenterats på Tasmanien och mindre öar i Bass sund. 182 av dessa iakttas regelmässig på ön, 72 gjorde slumpmässiga besök och en art är utdöd. Fåglar från Macquarieön som administrativt tillhör Tasmanien räknades inte med. Tolv arter är endemiska för Tasmanien och de förekommer i större populationer.
En underart till australisk emu, den tasmanska emun (Dromaius novaehollandiae diemenensis), dog troligen ut i slutet av 1800-talet eller något senare. Tasmanien har även en endemisk underart av kilstjärtörn (Aquila audax).

#### Kräldjur
På Tasmanien finns ett stort antal olika sorters små ödlor och kräldjur, däribland tre ormarter (tigerorm, låglands-kopparhuvud och vitläppsorm) varav de två förstnämnda är giftiga för människor.

#### Groddjur
På ön har endast 11 arter groddjur hittats. Av dessa är Crinia nimbus, Litoria burrowsae och Crinia tasmaniensis endemiska för Tasmanien. Även alla andra arter är endemiska för den australiska regionen. På ön har den största populationen av Litoria raniformis dokumenterats. Denna art är hotad och saknas i stora delar av sitt utbredningsområde i andra regioner.

## Sport
Australisk fotboll och cricket är de populäraste sporterna på ön. Liksom på fastlandet är rugby league också något som många gillar och fotboll är på uppgång. Tasmanien har ett eget lag i cricket kallat "Tasmanian Tigers" som tävlar mot de andra delstaterna i olika matcher. Det finns ett antal kända tasmanska cricketspelare som representerat det australiska landslaget, däribland Ricky Ponting. Andra populära idrottsaktiviteter är mountainbiking och orientering. I slutet av december varje år går segeltävlingen Sydney-Hobart av stapeln och vinnaren koras i hamnen i Hobart.

## Turism
Tasmanien är ett populärt resmål tack vare sina många nationalparker som innehåller unik natur, med storslagna och mycket varierande landskap som skiljer sig avsevärt från fastlandet. "Bushwalking" är mycket populärt och det finns ett stort antal vandringsleder av alla möjliga svårighetsgrader. Ön har flygförbindelser med alla stora städer på det australiska fastlandet och man kan även åka med färjan "Spirit of Tasmania" som trafikerar rutten Melbourne – Devonport genom Bass sund. Turen tar ungefär 12 timmar.

## Personer från Tasmanien
- Drottning Mary av Danmark (född Mary Donaldson)
- Truganini, tasmansk aborigin, född 1812
- Frederick Matthias Alexander (1869–1955), utvecklade Alexandertekniken
- Elizabeth Blackburn, Nobelpriset i fysiologi eller medicin 2009, född i Hobart 1948
- Joseph Lyons, Australiens premiärminister på 1930-talet, född i Stanley 1879

### Skådespelare
- Errol Flynn, född i en förstad till Hobart 1909
- Kris McQuade, bor i Tasmanien.
- Robert Grubb, mest känd som Dr Geoff Standish i Doktorn kan komma.
- Simon Baker, född i Launceston 30 juli 1969. Främst känd som Patrick Jane i The Mentalist och Nick i The Guardian.

### Författare
- Richard Flanagan, mottagare av Bookerpriset 2014
- Bill Mollison, mottagare av Right Livelihood Award 1981

### Idrottare
- Marcos Ambrose, racerförare NASCAR
- Richie Porte, cyklist